# Destruição do patrimônio cultural durante a invasão israelense na Faixa de Gaza

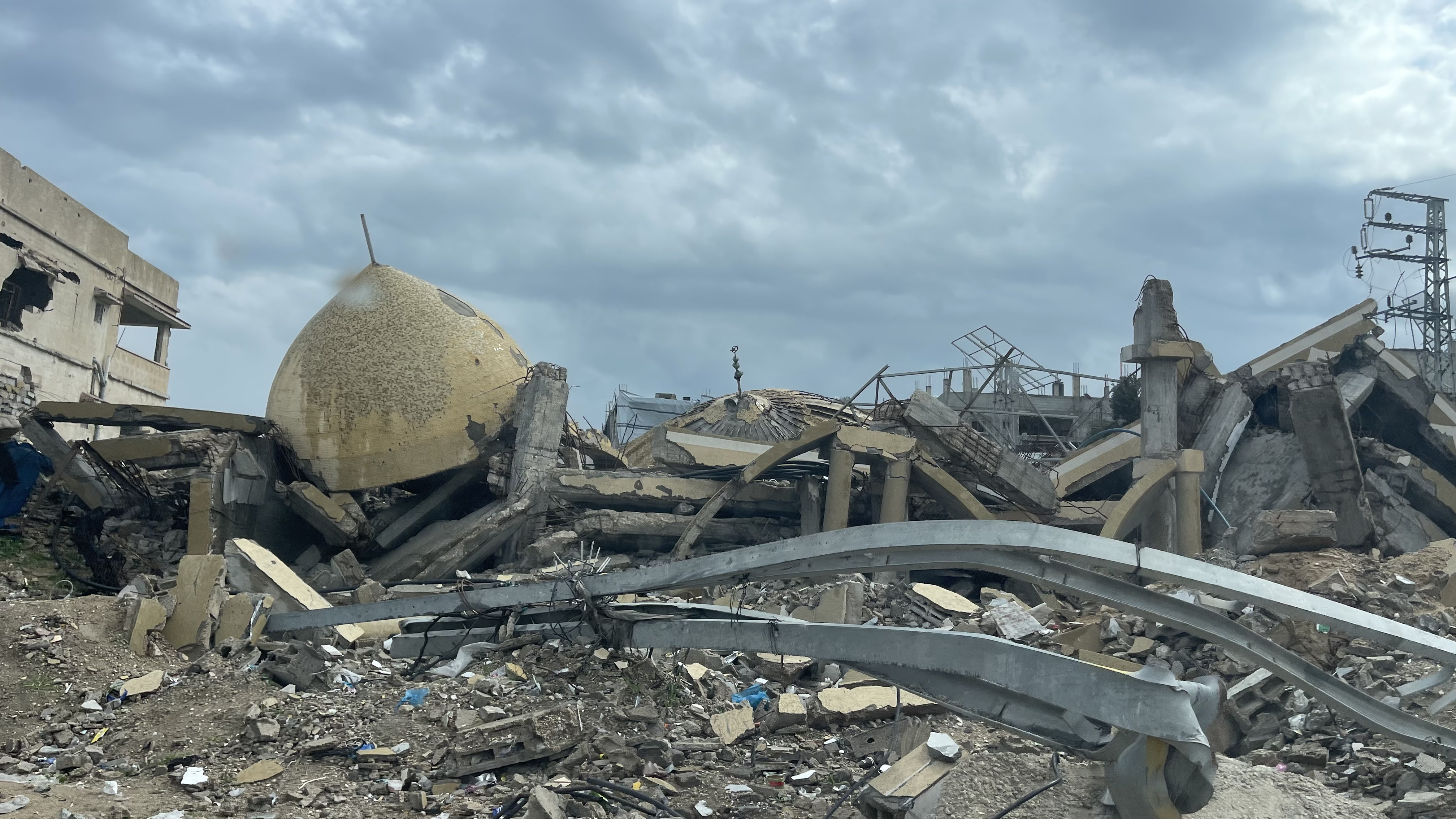
Uma mesquita em Gaza destruída em um ataque aéreo israelense, 20 de fevereiro de 2025. Até janeiro de 2025, Israel havia destruído 815 mesquitas e 19 cemitérios durante a guerra em Gaza.

A destruição do patrimônio cultural durante a Invasão israelense da Faixa de Gaza [en] incluiu danos e destruição por Israel de centenas de edifícios, bibliotecas, museus e outros repositórios de conhecimento de significado cultural ou histórico em Gaza, além da destruição de patrimônio cultural imaterial. Até o momento em que um cessar-fogo foi acordado em janeiro de 2025, cerca de 70% dos edifícios em Gaza haviam sido danificados ou destruídos, e 1,9 milhão de pessoas foram deslocadas.
Existem centenas de sítios de patrimônio cultural em Gaza, incluindo mais de 300 sítios de patrimônio arquitetônico. Além dos sítios danificados e destruídos, até fevereiro de 2024, um total de 44 pessoas envolvidas com artes e cultura haviam sido mortas. O patrimônio cultural incorpora a identidade coletiva de um povo. Os sítios destruídos incluíram arquivos, museus, mesquitas, igrejas e  cemitérios. A destruição do patrimônio cultural em Gaza por Israel foi conduzida de maneira sistemática.
Durante a guerra, grande parte da Cidade Velha de Gaza [en] foi severamente danificada ou destruída por ataques aéreos israelenses, incluindo a Grande Mesquita Omari e a Igreja de São Porfírio [en] – a mesquita e a igreja mais antigas de Gaza, respectivamente – além de outros sítios históricos, como a Mesquita Ibn Uthman [en], o Palácio de Pasha [en], o Palácio As-Saqqa [en], o Mercado Al-Qissariya [en] e o Hamam al-Sammara [en]. O antigo porto de Anthedon [en] foi completamente destruído. Museus, incluindo o Museu Cultural Al Qarara [en], o Museu Akkad e o Museu de Rafah [en], foram saqueados, danificados ou destruídos.
Em resposta à ameaça aos sítios de patrimônio, a UNESCO pediu a proteção dos sítios de patrimônio durante a guerra. Em julho de 2024, ela adicionou o 'Mosteiro de São Hilarion [en]/Tell Umm Amer [en]' à lista de Sítios do Patrimônio Mundial e à lista de sítios em perigo. A destruição de sítios de patrimônio cultural foi caracterizada por alguns como genocídio cultural, e a África do Sul incluiu a destruição do patrimônio cultural em Gaza como evidência de genocídio em seu caso contra Israel na Corte Internacional de Justiça.

## Contexto

### Patrimônio cultural em Gaza

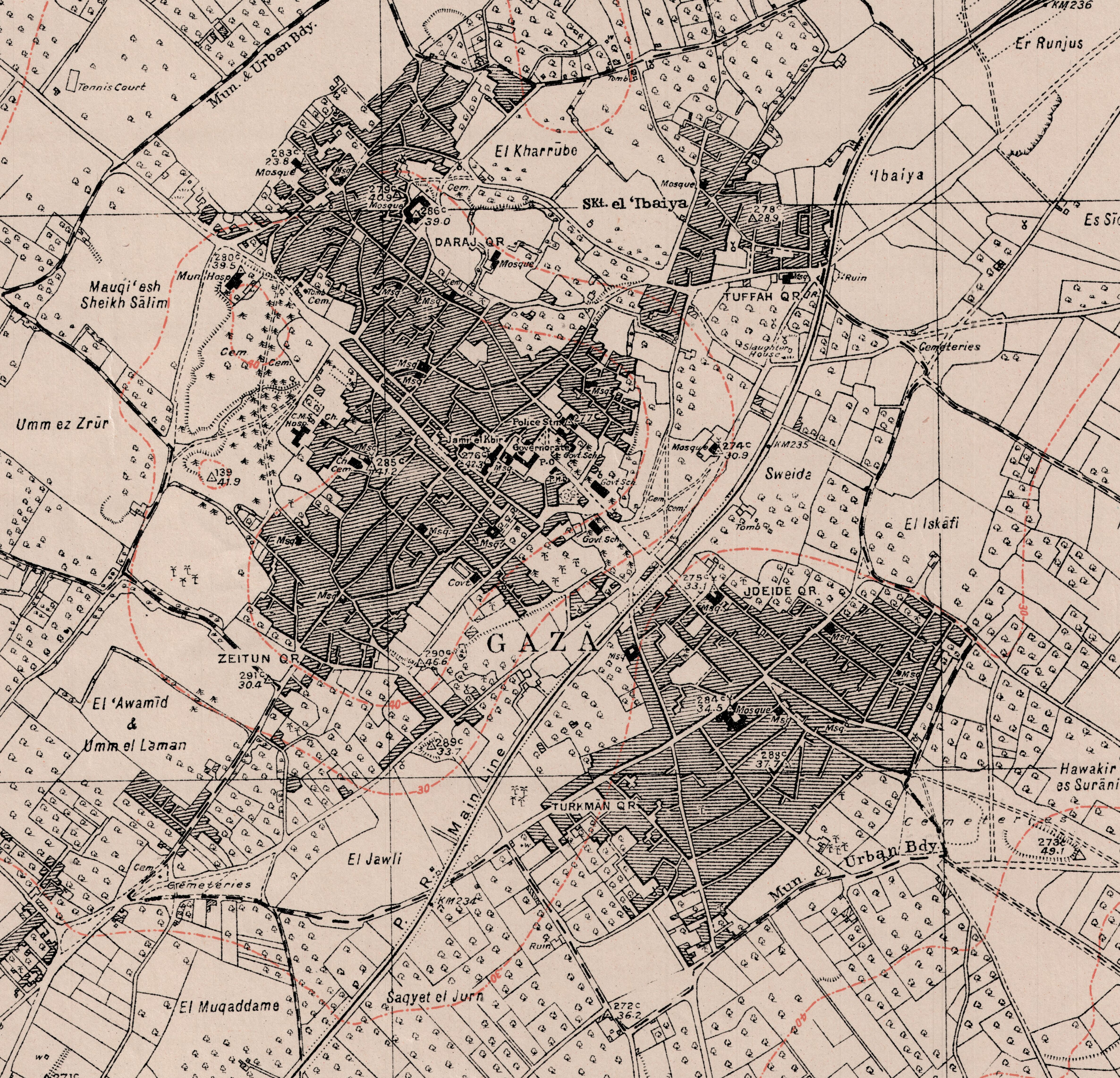
Muitos dos principais sítios culturais destruídos estavam na Cidade Velha de Gaza, a cidade histórica mais importante do sul da Palestina, com 5.000 anos de história habitada. Este mapa de 1931, feito pelo Levantamento da Palestina, mostra a Cidade Velha como era há quase um século.

O patrimônio cultural é transmitido de geração em geração, compreendendo cultura material, como obras de arte e edifícios, e coisas intangíveis, como tradições e modos de vida. Uma pesquisa de 2010 identificou 13 bibliotecas na Faixa de Gaza, e em 2017 havia cinco museus. Na visão do arqueólogo Jean-Baptiste Humbert [en], "a sociedade de Gaza é sensível ao seu patrimônio, mas o esmagamento imposto pelas forças de ocupação nos últimos cinquenta anos significa que prioridades vitais, como alimentação, cuidados e educação da população, relegaram o patrimônio cultural a um luxo para países ricos."
A Faixa de Gaza é densamente povoada, e edifícios modernos são frequentemente construídos sobre sítios arqueológicos. Em 2023, havia mais de 300 sítios de patrimônio arquitetônico em Gaza, incluindo uma variedade de estruturas, como mesquitas, palácios, escolas e cemitérios. As categorias mais comuns de sítios históricos, segundo o Ministério do Turismo e Antiguidades [en], são casas, seguidas por tels (montes de assentamento) e mesquitas.
Os edifícios históricos e sítios de patrimônio que compõem um lugar incorporam sua identidade e história coletivas; eles são importantes para a comunidade da qual fazem parte e são uma extensão de sua identidade. A memória de lugares e eventos significativos pode ser preservada por meio da cultura material – de pequenos objetos a edifícios. Para os palestinos deslocados à força de suas casas em 1948 durante a Nakba, a chave palestina [en] tornou-se um símbolo tangível das casas que tiveram que abandonar.

### Destruição do patrimônio cultural

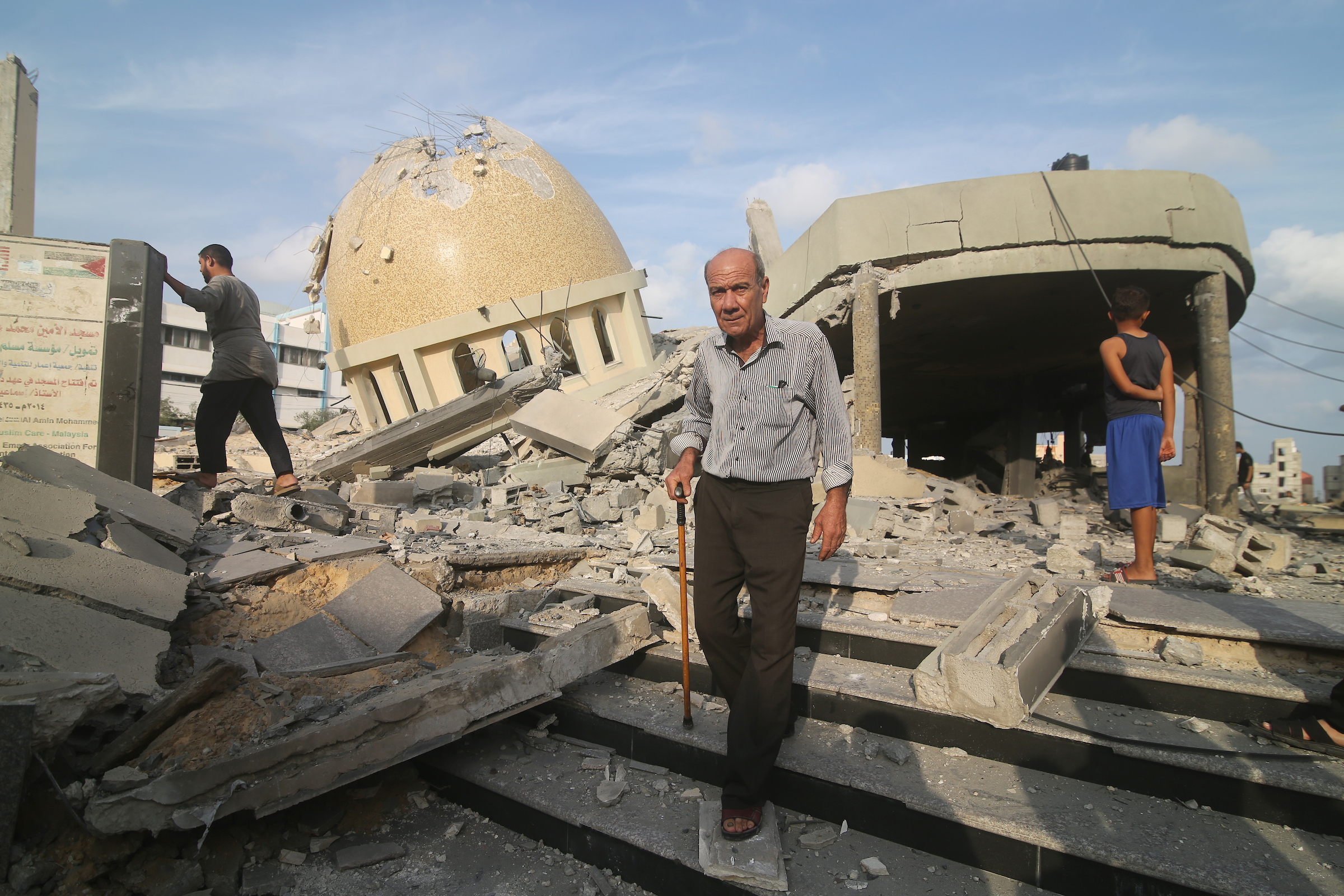
A Mesquita al-Amin Muhammad foi destruída pelo bombardeio israelense de Khan Yunis em 8 de outubro de 2023.

Falando sobre o patrimônio cultural de forma ampla, o arqueólogo Cornelius Holtorf observou que "se o patrimônio é dito contribuir para as identidades das pessoas, a perda do patrimônio pode contribuir ainda mais para as identidades das pessoas." A destruição de lugares e patrimônio cultural é frequentemente parte de guerras e genocídios e tem como objetivo minar uma sociedade. Foi usada dessa forma desde a pré-história e a antiguidade clássica até os dias atuais, notadamente na perseguição nazista aos judeus. O filósofo Jeff Malpas [en] destaca o uso da destruição para exercer autoridade e controle sobre outros grupos como uma questão significativa nas relações Israel-Palestina.
Os sítios culturais são protegidos pelo Artigo 53 do Protocolo I [en] das Convenções de Genebra, e a destruição intencional de monumentos históricos ou edifícios é considerada um crime de guerra. A Convenção de Haia para a Proteção de Bens Culturais em Caso de Conflito Armado exige que os estados "[se abstenham] de qualquer uso da propriedade e seus arredores imediatos ou dos equipamentos utilizados para sua proteção para fins que possam expô-la à destruição ou dano em caso de conflito armado; e se abstenham de qualquer ato de hostilidade dirigido contra tal propriedade". Conflitos anteriores entre Gaza e Israel afetaram os sítios de patrimônio cultural da Faixa de Gaza; isso inclui a guerra de 2008–09, que resultou em danos às bibliotecas de Gaza e ao que era então seu único museu, enquanto a guerra de 2014 danificou mais de 170 mesquitas em Gaza.

## Impacto

### Visão geral
Em 7 de outubro de 2023, o Hamas atacou Israel, matando mais de mil pessoas (incluindo mais de 800 civis) e tomando cerca de 251 reféns. Em resposta, Israel iniciou um contra-ataque em Gaza; seu foco inicial foi no norte da Faixa de Gaza, e os bombardeios intensificaram-se no final de 2023, expandindo-se para o sul com invasões terrestres, a tal ponto que mais da metade dos edifícios na Faixa haviam sido danificados ou destruídos até janeiro de 2024. Mais de 46.600 palestinos foram mortos [en] até o cessar-fogo em janeiro de 2025, com a maioria sendo mulheres e crianças, e houve extensos danos à infraestrutura civil. A campanha de bombardeios de Israel é uma das mais destrutivas da história recente, e em Gaza como um todo, cerca de 70% dos edifícios foram danificados ou destruídos durante o conflito até o cessar-fogo. A destruição devastou áreas residenciais, e 1,9 milhão de pessoas foram deslocadas.
O Ministério da Cultura da Palestina publicou vários relatórios interinos sobre o impacto da guerra no patrimônio cultural de Gaza. Em fevereiro de 2024, eles relataram que 44 pessoas envolvidas com artes e cultura foram mortas e cerca de 200 edifícios históricos foram danificados ou destruídos, junto com 12 museus e numerosos centros culturais. O patrimônio cultural imaterial também foi afetado pela perda de centros que ofereciam atividades comunitárias e apoiavam a cultura gazense. Em janeiro de 2025, logo após o cessar-fogo, o Ministério da Cultura iniciou um processo de avaliação do impacto no terreno. A UNESCO mantém uma avaliação de danos em andamento. Devido à impossibilidade de acessar Gaza, ela conseguiu verificar o impacto em um número menor de sítios: 110 até 27 de maio de 2025. No terreno em Gaza, o arqueólogo palestino Fadel al-Utol [en] tem coordenado um grupo que documenta a destruição de sítios de patrimônio cultural. O Banco Mundial estimou que mais de US$ 300 milhões em danos foram causados ao patrimônio cultural de Gaza até o final de janeiro de 2024, parte dos US$ 18 bilhões em danos à infraestrutura construída de Gaza. Restaurar todos os sítios danificados levaria quase uma década.

### Museus, arquivos e bibliotecas

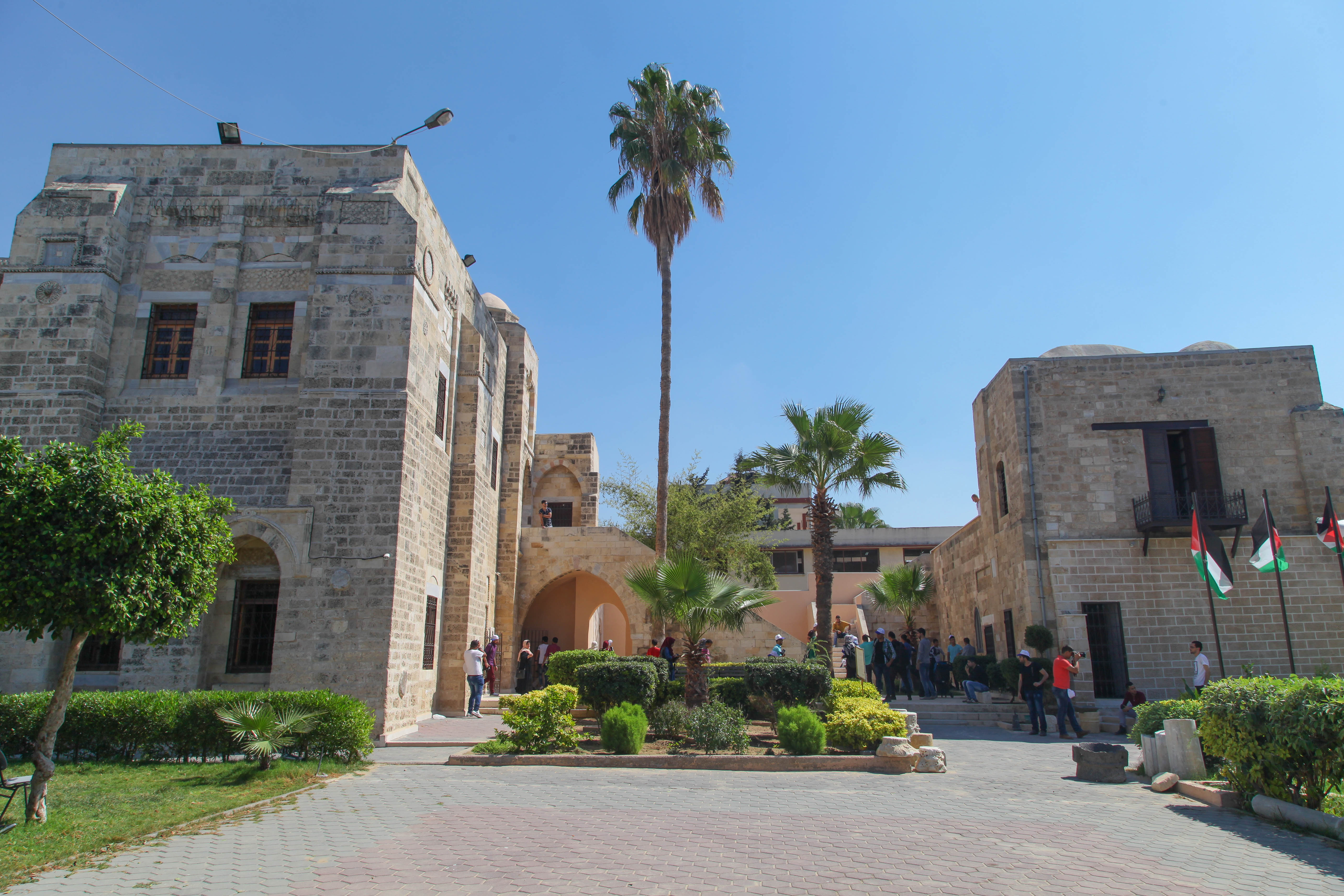
O Qasr al-Basha do século XIII, na Cidade Velha de Gaza (fotografado em 2016), foi bombardeado e destruído por escavadeiras durante a invasão.

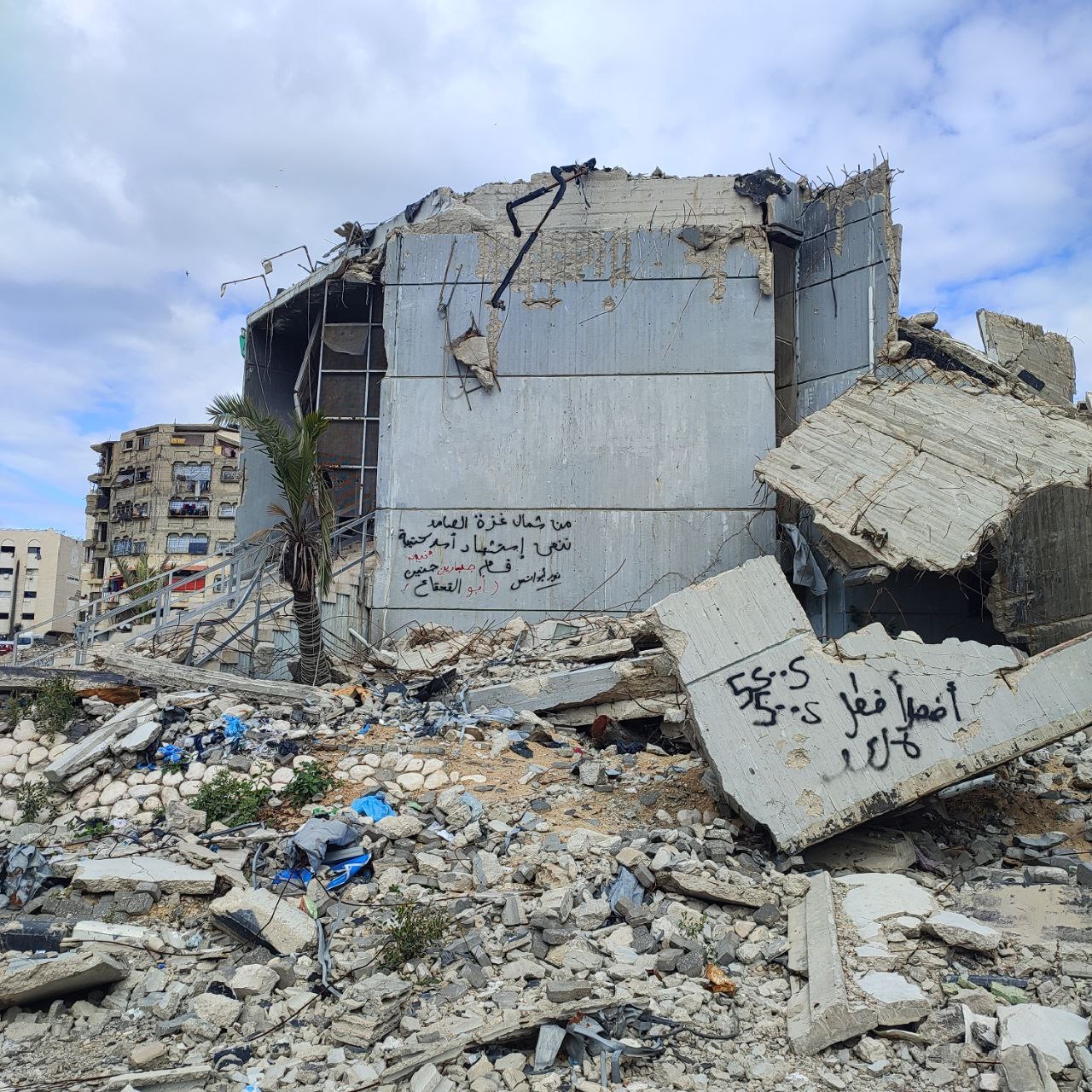
O Centro Cultural Rashad Shawa foi destruído em 2023.

O Ministério da Cultura observou que 12 museus foram danificados. O Museu Cultural Al Qarara [en] foi destruído por um ataque aéreo israelense no início do conflito. Em 25 de novembro de 2023, o Centro Cultural Rashad Shawa [en] foi destruído por bombardeios israelenses. Ele havia sido usado como abrigo para centenas de civis e continha um teatro e uma biblioteca com dezenas de milhares de livros.(4) Outras bibliotecas, incluindo a Biblioteca Municipal de Gaza, a Biblioteca Enaim, a Biblioteca Al-Nahda, a Biblioteca Al-Shorouq Al-Daem e o Instituto Educacional Kana'an, foram relatadas como danificadas ou destruídas em novembro e dezembro de 2023.(4-7)
Em dezembro de 2023, bombardeios de Israel destruíram os Arquivo Central da Cidade de Gaza [en], que continham milhares de documentos historicamente importantes. A Grande Mesquita Omari abrigava uma das bibliotecas mais importantes da Palestina; os livros raros de sua coleção, que sobreviveram às cruzadas e à Primeira Guerra Mundial, foram destruídos no ataque aéreo. O medieval Qasr al-Basha, também conhecido como Palácio do Paxá, ficou em ruínas após o bombardeio israelense. O palácio funcionava como um museu arqueológico. Outros museus danificados ou saqueados durante o conflito incluíram o Museu Akkad em Khan Yunis e o Museu de Rafah.

### Sítios religiosos

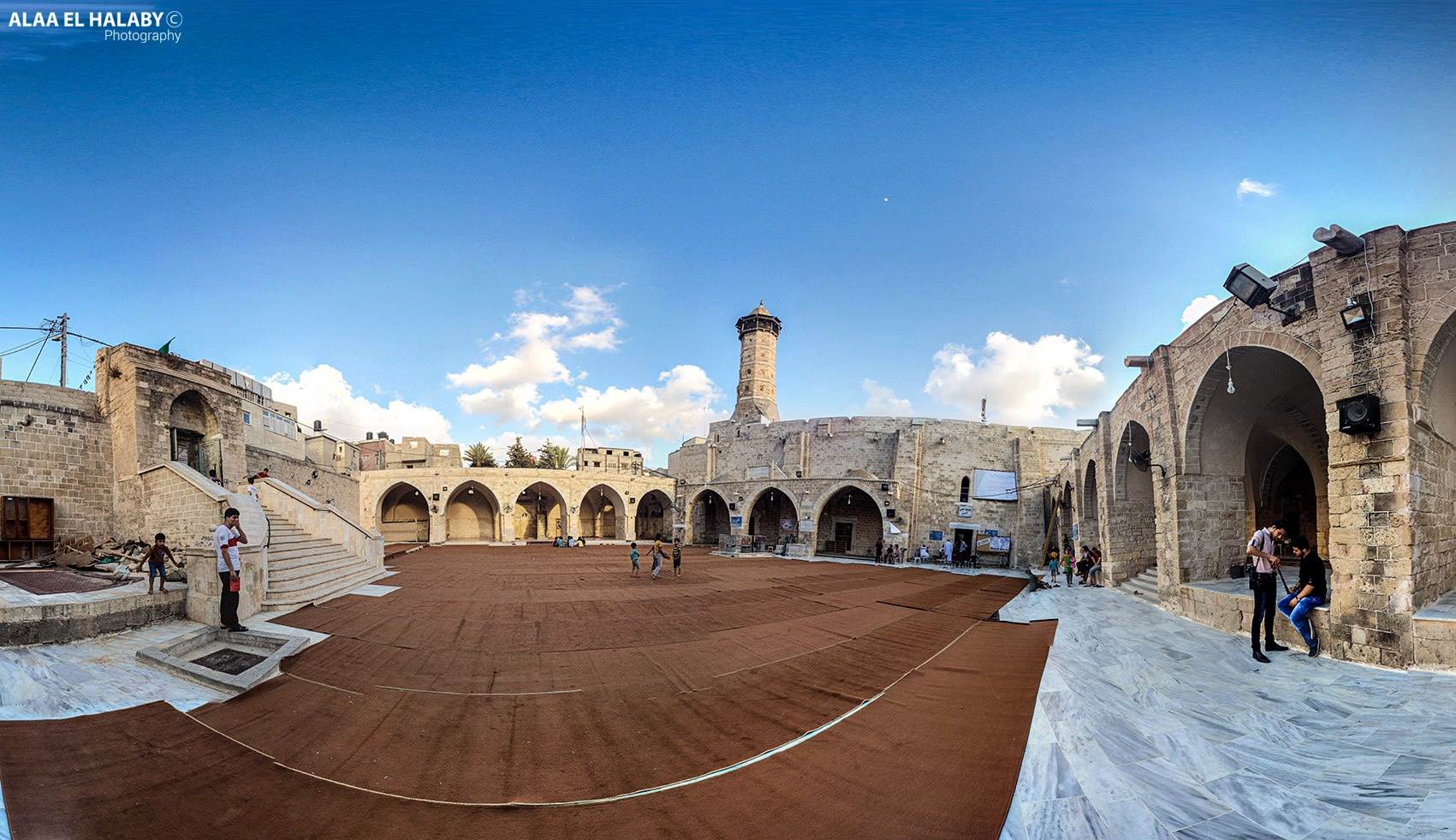
A Grande Mesquita Omari na Cidade de Gaza (fotografada em 2015) foi atingida por um ataque aéreo israelense durante a invasão.

Em fevereiro de 2025, o Ministério dos Assuntos Religiosos de Gaza relatou que 79% das mesquitas na Faixa de Gaza haviam sido destruídas. Em 19 de outubro, um ataque aéreo israelense atingiu o campus da Igreja de São Porfírio [en], a igreja mais antiga de Gaza. Centenas de civis estavam abrigados lá no momento do ataque, e 18 pessoas, incluindo várias crianças, foram mortas. A Mesquita Sayed al-Hashim [en] também estava entre os sítios danificados nos primeiros meses do conflito. A Mesquita Omari – a mesquita mais antiga de Gaza – foi atingida por um ataque aéreo israelense em dezembro, deixando apenas o minarete intacto.
Em julho de 2024, a Mesquita Ibn Uthman do século XV, no bairro Shuja'iyya [en] de Gaza, foi destruída por um ataque aéreo durante um ataque israelense à área [en]. Mais destruição foi relatada pela Al-Jazeera em agosto, com a Grande Mesquita de Khan Yunis destruída com explosivos e soldados do IDF queimando um Alcorão na Mesquita Bani Saleh no norte de Gaza. Na avaliação de Mariam Shah, pesquisadora de paz e conflitos, "Israel tem alvejado mesquitas e igrejas antigas, que são símbolos de significado histórico e religioso. Esses sítios transcendem a materialidade; são recipientes de fé e tradição, preservando legados arquitetônicos locais e representando a longa história de coexistência inter-religiosa em Gaza."

### Cemitérios
Uma investigação da CNN no início de 2024, utilizando imagens de satélite, identificou 16  cemitérios em Gaza que foram danificados como resultado do conflito. As Forças de Defesa de Israel (IDF) usaram escavadeiras para nivelar cemitérios e desenterrar corpos, e em alguns casos estabeleceram posições fortificadas sobre terrenos de sepultamento.

### Locais de educação
Em 17 de janeiro de 2024, a IDF usou minas para destruir o edifício principal da Universidade Israa. A destruição da universidade incluiu sua biblioteca e museu nacional.(7-8) A Universidade Israa afirmou que as forças de ocupação confiscaram mais de 3.000 artefatos de seu museu antes da destruição do edifício da universidade. Em maio, a Polícia Militar da IDF abriu uma investigação sobre imagens de vídeo mostrando soldados da IDF queimando livros, incluindo um Alcorão em uma mesquita em Rafah, no sul da Faixa de Gaza, e livros na biblioteca da Universidade Al-Aqsa.

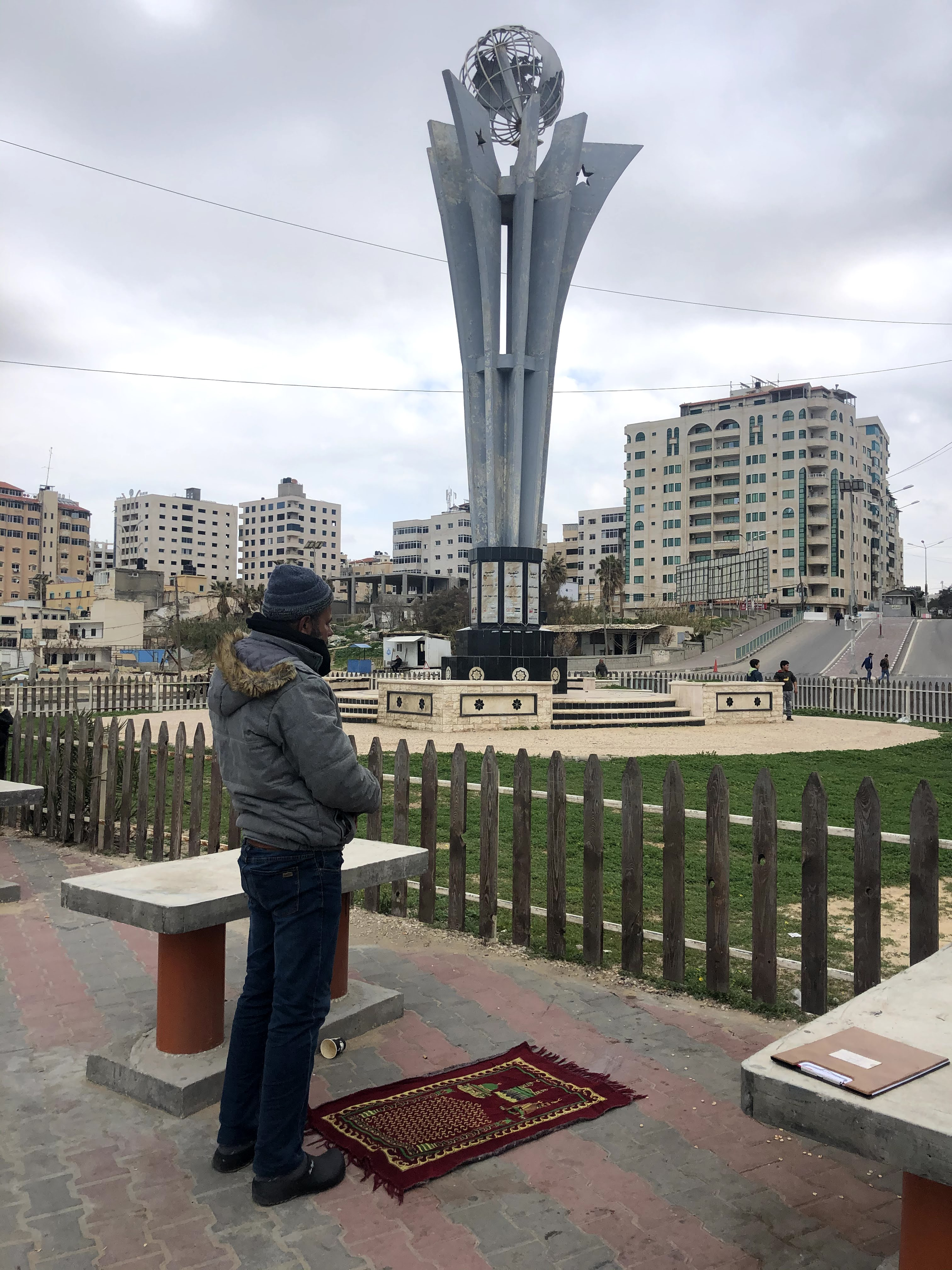
O memorial dedicado àqueles mortos no ataque à flotilha de Gaza de 2010 (fotografado em 2020) foi demolido pela IDF em novembro de 2023.

### Sítios arqueológicos e culturais
Muitos sítios arqueológicos foram danificados durante a guerra, embora a extensão total seja obscurecida pelo conflito ativo. Em 8 de outubro de 2023, pesquisadores encontraram danos causados por foguetes no cemitério romano de Ard-al-Moharbeen [en], um sítio arqueológico descoberto em 2022. O antigo porto de Anthedon foi completamente destruído. Análises do Projeto de Arqueologia Marítima de Gaza, utilizando fotografias aéreas, confirmaram que sítios arqueológicos como Tell el-Ajjul [en] e Maiuma [en] sofreram danos por ataques aéreos até novembro. No mesmo mês, o ICOMOS Palestina relatou que o histórico Souq Al-Zawiya (um mercado) foi destruído pela Força Aérea Israelense. Telel Sacã, um assentamento da Idade do Bronze ao sul da Cidade de Gaza, e Tell Ruqiash [en], um sítio fortificado da Idade do Ferro perto de Deir al-Balah, foram danificados por bombardeios.
O Memorial Marmara, dedicado àqueles mortos durante o ataque à flotilha de Gaza de 2010, foi demolido pela IDF em novembro de 2023. O Hamam al-Sammara [en], banho no bairro Zeitoun da Cidade Velha de Gaza, foi destruído em dezembro de 2023. O Mercado do Ouro [en], também conhecido como Mercado Al-Qissariya, foi destruído em dezembro, aproximadamente na mesma época que a Mesquita Omari nas proximidades. Em julho de 2024, o Mercado do Ouro sofreu mais danos. O Shababeek para Arte Contemporânea, que possuía uma coleção de 20.000 obras de arte, foi destruído em março de 2024 durante o cerco ao Hospital Al-Shifa [en] nas proximidades.

## Lista da UNESCO de Sítios Afetados
O resumo da UNESCO de 110 sítios culturais danificados ou destruídos, identificados até 28 de maio de 2025, é apresentado abaixo:
| Sítio                                                                          | Sítio                                                          | Localização                                  | Localização                   | Tipo                                         |
| Nome                                                                           | Data de Construção                                             | Local                                        | Governadoria                  | Tipo                                         |
| ------------------------------------------------------------------------------ | -------------------------------------------------------------- | -------------------------------------------- | ----------------------------- | -------------------------------------------- |
| Porto de Anthedon                                                              | 800 a.C.                                                       | Cidade de Gaza                               | Governadoria de Gaza          | Sítio arqueológico                           |
| Mesquita Ibn Uthman                                                            | 1399/1400                                                      | Cidade de Gaza                               | Governadoria de Gaza          | Edifício religioso                           |
| Centro Cultural Rashad Shawa                                                   | 1985                                                           | Cidade de Gaza                               | Governadoria de Gaza          | Museu                                        |
| Grande Mesquita de Gaza                                                        | Século XII (substituindo uma mesquita do século VII destruída) | Cidade de Gaza                               | Governadoria de Gaza          | Edifício religioso                           |
| Cúpula Dar As-Sa’ada e Centro de Manuscritos                                   |                                                                | Cidade de Gaza                               | Governadoria de Gaza          |                                              |
| Palácio de Pasha                                                               | 1260–1277                                                      | Cidade de Gaza                               | Governadoria de Gaza          |                                              |
| Mesquita Zofor Domri                                                           |                                                                | Cidade de Gaza                               | Governadoria de Gaza          | Edifício religioso                           |
| Palácio As-Saqqa                                                               | 1661                                                           | Cidade de Gaza                               | Governadoria de Gaza          |                                              |
| Subat Al Alami                                                                 |                                                                | Cidade de Gaza                               | Governadoria de Gaza          |                                              |
| Mercado Al-Qissariya                                                           | Século XIV                                                     | Cidade de Gaza                               | Governadoria de Gaza          |                                              |
| Cemitério de Guerra de Gaza                                                    | 1920                                                           | Cidade de Gaza                               | Governadoria de Gaza          |                                              |
| Hamam al-Sammara                                                               | Possivelmente século XIII                                      | Cidade de Gaza                               | Governadoria de Gaza          |                                              |
| Casa Khader Tarazi                                                             |                                                                | Cidade de Gaza                               | Governadoria de Gaza          |                                              |
| Hotel "Al Mathaf"                                                              |                                                                | Campo Al-Shati                               | Governadoria de Gaza          | Depósito de bens culturais móveis            |
| Instalação de armazenamento do Ministério do Turismo e Antiguidades            |                                                                | Sheikh Radwan                                | Governadoria de Gaza          | Depósito de bens culturais móveis            |
| Cemitério Romano                                                               | Século I a.C.                                                  | Cidade de Gaza                               | Governadoria de Gaza          |                                              |
| Casa Al-Ghussein/Instituto Goethe                                              | c. 1800                                                        | Cidade de Gaza                               | Governadoria de Gaza          |                                              |
| Igreja de São Porfírio                                                         | 407 (reconstruída no século XII)                               | Cidade de Gaza                               | Governadoria de Gaza          | Edifício religioso                           |
| Sabil Ar-Rifaiya                                                               |                                                                | Cidade de Gaza                               | Governadoria de Gaza          |                                              |
| Casa HatHat                                                                    |                                                                | Cidade de Gaza                               | Governadoria de Gaza          |                                              |
| Edifício histórico da Municipalidade de Gaza em Midan Filastin "AsSaha"        |                                                                | Cidade de Gaza                               | Governadoria de Gaza          |                                              |
| Mesquita Ibn Marwan                                                            | Século XIV                                                     | Cidade de Gaza                               | Governadoria de Gaza          | Edifício religioso                           |
| Mesquita Shaikh Zakaria                                                        |                                                                | Cidade de Gaza                               | Governadoria de Gaza          | Edifício religioso                           |
| Mesquita Mahkamah                                                              | 1455                                                           | Cidade de Gaza                               | Governadoria de Gaza          | Edifício religioso                           |
| Mesquita Al-Mughrabi                                                           |                                                                | Cidade de Gaza                               | Governadoria de Gaza          | Edifício religioso                           |
| Casa Raghib Al-Alami                                                           |                                                                | Cidade de Gaza                               | Governadoria de Gaza          |                                              |
| Casa Hani Saba                                                                 |                                                                | Cidade de Gaza                               | Governadoria de Gaza          |                                              |
| Mesquita Sett Ruqayya                                                          |                                                                | Cidade de Gaza                               | Governadoria de Gaza          | Edifício religioso                           |
| Casa Ahmad Bsieso                                                              |                                                                | Cidade de Gaza                               | Governadoria de Gaza          |                                              |
| Casa Eid Al-Biltaji                                                            |                                                                | Cidade de Gaza                               | Governadoria de Gaza          |                                              |
| Casa Abdelqader Bsieso                                                         |                                                                | Cidade de Gaza                               | Governadoria de Gaza          |                                              |
| Casa Sarah Al-Hatou                                                            |                                                                | Cidade de Gaza                               | Governadoria de Gaza          |                                              |
| Casa Ash-Shawwa                                                                |                                                                | Cidade de Gaza                               | Governadoria de Gaza          | Monumento arquitetônico de importância local |
| Memorial do Soldado Desconhecido                                               | 1949                                                           | Cidade de Gaza                               | Governadoria de Gaza          |                                              |
| Riyad Al-Qishawi (Beit Sitti)                                                  |                                                                | Cidade de Gaza                               | Governadoria de Gaza          |                                              |
| Edifício da Municipalidade de Gaza na Rua Omar Al-Mukhtar                      |                                                                | Cidade de Gaza                               | Governadoria de Gaza          | Monumento arquitetônico de importância local |
| Edifício do Cinema An-Nassr                                                    |                                                                | Cidade de Gaza                               | Governadoria de Gaza          | Monumento arquitetônico de importância local |
| Edifício do Cinema As-Samer                                                    |                                                                | Cidade de Gaza                               | Governadoria de Gaza          | Monumento arquitetônico de importância local |
| Bashir Ar-Rayyes                                                               |                                                                | Cidade de Gaza                               | Governadoria de Gaza          | Monumento arquitetônico de importância local |
| Jalal Al Ghalayeeni                                                            |                                                                | Cidade de Gaza                               | Governadoria de Gaza          |                                              |
| Casa Abu Ramadan                                                               |                                                                | Cidade de Gaza                               | Governadoria de Gaza          |                                              |
| Casa Al-Qirm                                                                   |                                                                | Cidade de Gaza                               | Governadoria de Gaza          |                                              |
| Loja ArRayyes                                                                  |                                                                | Cidade de Gaza                               | Governadoria de Gaza          | Monumento arquitetônico de importância local |
| Produções do Dia do Teatro                                                     |                                                                | Cidade de Gaza                               | Governadoria de Gaza          |                                              |
| Sociedade Atfaluna para Crianças Surdas                                        |                                                                | Cidade de Gaza                               | Governadoria de Gaza          |                                              |
| Estúdio Shababeek                                                              |                                                                | Cidade de Gaza                               | Governadoria de Gaza          |                                              |
| Instituto Palestino de Música                                                  |                                                                | Cidade de Gaza                               | Governadoria de Gaza          |                                              |
| Armazenamento da École Biblique et Archéologique Française de Jérusalem (EBAF) |                                                                | Cidade de Gaza                               | Governadoria de Gaza          | Depósito de bens culturais móveis            |
| Tell el-Ajjul                                                                  | c. 2000–1500 a.C.                                              | Al Mughraqa                                  | Governadoria de Gaza          | Sítio arqueológico                           |
| Casa Mahfuz Shuhaiber                                                          |                                                                | Cidade de Gaza                               | Governadoria de Gaza          |                                              |
| Santuário Ali Ibn Marwan                                                       |                                                                | Edifício religioso                           | Governadoria de Gaza          |                                              |
| Casa Al-Wheidi (Sociedade Basma)                                               |                                                                |                                              | Governadoria de Gaza          |                                              |
| Tell es-Sakan                                                                  | 3300 a.C.                                                      | Al-Zahra                                     | Governadoria de Gaza          | Sítio arqueológico                           |
| Casa Omar Shakhsa                                                              |                                                                | Cidade de Gaza                               | Governadoria de Gaza          |                                              |
| Santuário Ali Abu Al-Kass                                                      |                                                                | Edifício religioso                           | Governadoria de Gaza          |                                              |
| Tell Al-Muntar                                                                 | 2º milênio a.C.                                                | Sítio arqueológico                           | Governadoria de Gaza          |                                              |
| Casa Moris Shuhaiber                                                           |                                                                |                                              | Governadoria de Gaza          |                                              |
| Lojas Khalil Al Halimi                                                         |                                                                | Monumento arquitetônico de importância local | Governadoria de Gaza          |                                              |
| Casa Saleh Ja'rour                                                             |                                                                |                                              | Governadoria de Gaza          |                                              |
| Casa Abdulhamid Ashaikh                                                        |                                                                |                                              | Governadoria de Gaza          |                                              |
| Casa Ayesh Al-Ar'ir                                                            |                                                                |                                              | Governadoria de Gaza          |                                              |
| Casa Ashaikh Deib                                                              |                                                                |                                              | Governadoria de Gaza          |                                              |
| Loja Al-Ghussien                                                               |                                                                | Monumento arquitetônico de importância local | Governadoria de Gaza          |                                              |
| Loja Hashim Abu Jarad                                                          |                                                                | Monumento arquitetônico de importância local | Governadoria de Gaza          |                                              |
| Casa Jahshan                                                                   |                                                                |                                              | Governadoria de Gaza          |                                              |
| Casa Abdul-Mutaleb Al-Ghussien                                                 |                                                                |                                              | Governadoria de Gaza          |                                              |
| Lojas Abu Kamal Sahyon                                                         |                                                                | Monumento arquitetônico de importância local | Governadoria de Gaza          |                                              |
| Lojas Hanna Al-Ma'sarani                                                       |                                                                | Monumento arquitetônico de importância local | Governadoria de Gaza          |                                              |
| Loja Habib Al-Kabariti                                                         |                                                                | Monumento arquitetônico de importância local | Governadoria de Gaza          |                                              |
| Loja Abu Mohammad Skaik – Awqaf                                                |                                                                | Monumento arquitetônico de importância local | Governadoria de Gaza          |                                              |
| Casa de Ramadan Al-Burno                                                       |                                                                |                                              | Governadoria de Gaza          |                                              |
| Loja Abd Al Mo'ti Al Mashharawi                                                |                                                                |                                              | Governadoria de Gaza          |                                              |
| Casa de Awni Bseiso                                                            |                                                                |                                              | Governadoria de Gaza          |                                              |
| Santuário Al-Husseini                                                          |                                                                |                                              | Governadoria de Gaza          |                                              |
| Casa de Fathi Jarada                                                           |                                                                |                                              | Governadoria de Gaza          |                                              |
| Abdelhamid Ad Dirawi                                                           |                                                                |                                              | Governadoria de Gaza          |                                              |
| Santuário Abu Al-Azm/Shamshon                                                  |                                                                |                                              | Governadoria de Gaza          |                                              |
| Ahmad Al Mashharawi                                                            |                                                                |                                              | Governadoria de Gaza          |                                              |
| Al-Jarou                                                                       |                                                                |                                              | Governadoria de Gaza          |                                              |
| Sa'eed Abdelhay Al Husseini                                                    |                                                                |                                              | Governadoria de Gaza          |                                              |
| Mohammad Ishaq Abdo                                                            |                                                                |                                              | Governadoria de Gaza          |                                              |
| Mahmoud Khalil Lulu                                                            |                                                                |                                              | Governadoria de Gaza          |                                              |
| Mesquita Ash Sheikh Sha'ban                                                    |                                                                | Edifício religioso                           | Governadoria de Gaza          |                                              |
| Saleh Salouha                                                                  |                                                                |                                              | Governadoria de Gaza          |                                              |
| Mousa Ar Rayyes                                                                |                                                                |                                              | Governadoria de Gaza          |                                              |
| Widad As Saqqa                                                                 |                                                                |                                              | Governadoria de Gaza          |                                              |
| Badawi Al Khodari                                                              |                                                                |                                              | Governadoria de Gaza          |                                              |
| Casa de Abu Shanab (Khalil Al-Shawa)                                           |                                                                |                                              | Governadoria de Gaza          |                                              |
| Casa de Khalil Al-Shawa                                                        |                                                                |                                              | Governadoria de Gaza          |                                              |
| Diwan 'Al Qnita                                                                |                                                                |                                              | Governadoria de Gaza          |                                              |
| Al Madan                                                                       |                                                                |                                              | Governadoria de Gaza          |                                              |
| Khan Abu Sha'ban                                                               |                                                                |                                              | Governadoria de Gaza          |                                              |
| Mesquita Zawiyat Al Hnoud                                                      |                                                                | Edifício religioso                           | Governadoria de Gaza          |                                              |
| Loja Awqaf: Loja de Jamal Khalaf                                               |                                                                |                                              | Governadoria de Gaza          |                                              |
| Abu Maher Helles e Salah Herzallah                                             |                                                                |                                              | Governadoria de Gaza          |                                              |
| Edifício de Emergência do Hospital Batista                                     |                                                                | Monumento arquitetônico de importância local | Governadoria de Gaza          |                                              |
| Edifício de Cirurgia do Hospital Batista                                       |                                                                | Monumento arquitetônico de importância local | Governadoria de Gaza          |                                              |
| Casa Othman At-Tabaa'                                                          |                                                                |                                              | Governadoria de Gaza          |                                              |
| Lojas Al-Bakri                                                                 |                                                                |                                              | Governadoria de Gaza          |                                              |
| Loja Awqaf: Loja de Khamis Abu Jarad                                           |                                                                |                                              | Governadoria de Gaza          |                                              |
| Edifício de Fisioterapia                                                       |                                                                | Monumento arquitetônico de importância local | Governadoria de Gaza          |                                              |
| Edifício de Armazenamento                                                      |                                                                | Monumento arquitetônico de importância local | Governadoria de Gaza          |                                              |
| Casa Ramdan Khalil Samamah                                                     |                                                                |                                              | Governadoria de Gaza          |                                              |
| Mesquita Al-Omari Antiga                                                       |                                                                | Jabalia                                      | Governadoria do Norte de Gaza | Edifício religioso                           |
| Igreja Bizantina de Jabalia                                                    |                                                                | Jabalia                                      | Governadoria do Norte de Gaza | Sítio arqueológico                           |
| Tell Rafah                                                                     |                                                                | Rafah                                        | Governadoria de Rafah         | Sítio arqueológico                           |
| Cemitério de Guerra de Deir El Belah                                           | 1917                                                           | Az-Zawaida                                   | Governadoria de Deir al-Balah |                                              |
| Mosaico Al-Bureij                                                              | Séculos V–VII                                                  | Al Bureij                                    | Governadoria de Deir al-Balah | Sítio arqueológico                           |
| Castelo Barquq                                                                 | 1387                                                           | Khan Yunis                                   | Governadoria de Khan Yunis    | Sítio arqueológico                           |

## Resposta internacional

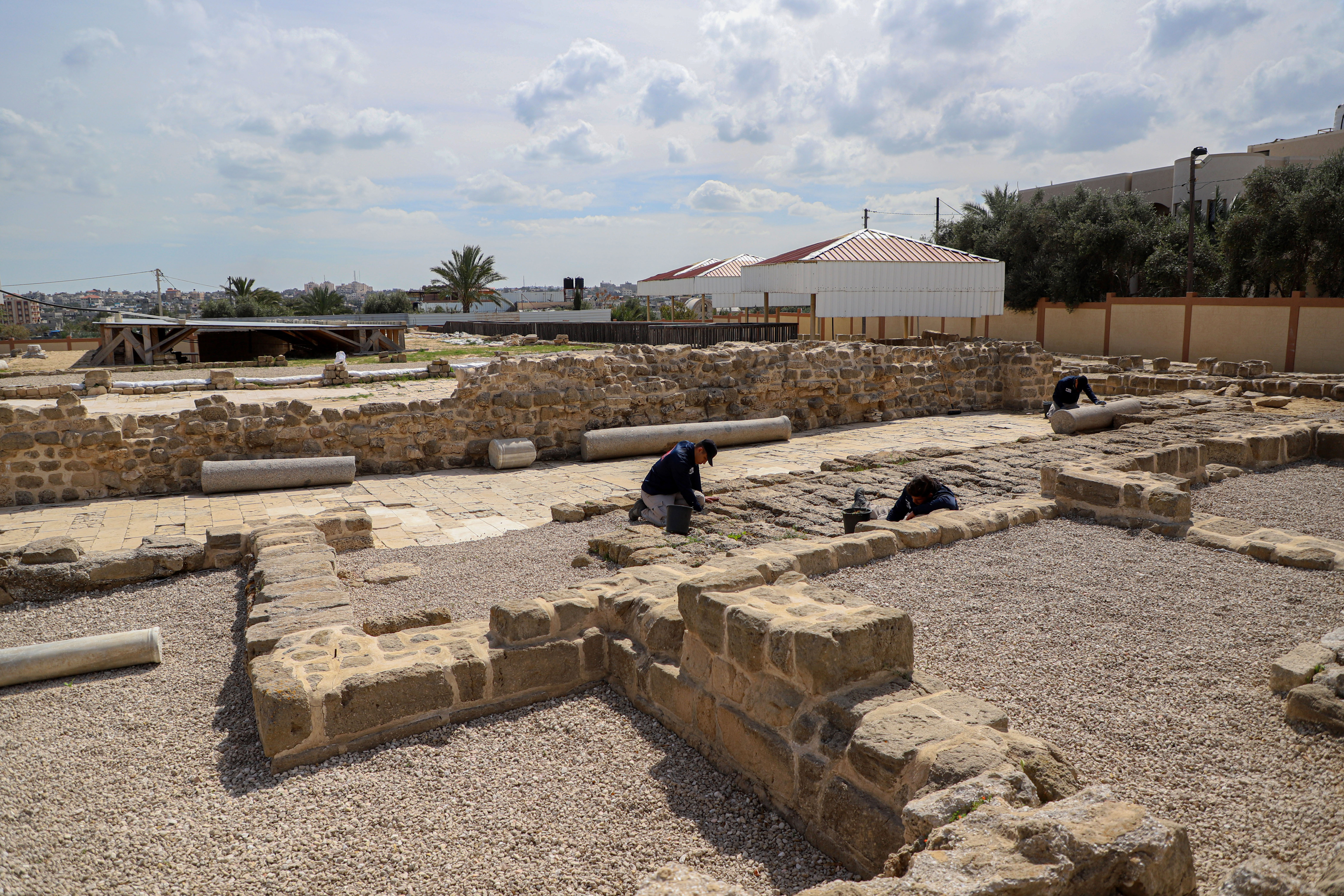
O Mosteiro de São Hilarion/Tell Umm Amer, visto aqui sendo escavado em 2023, foi declarado Patrimônio Mundial da UNESCO em julho de 2024.

Em 14 de dezembro de 2023, a UNESCO concedeu "proteção reforçada provisória" ao Mosteiro de São Hilarion, um dos mosteiros mais antigos do Oriente Médio. No anúncio, a UNESCO pediu a proteção dos sítios de patrimônio durante a guerra: "Embora a prioridade seja justamente dada à situação humanitária, a proteção do patrimônio cultural em todas as suas formas também deve ser considerada. .... A propriedade cultural não deve ser alvo ou usada para fins militares, pois é considerada infraestrutura civil." A organização está conduzindo pesquisas usando monitoramento remoto para avaliar danos aos sítios de patrimônio cultural. Em sua próxima sessão, em julho, a UNESCO adicionou o Mosteiro de São Hilarion/Tell Umm Amer à lista de Sítios do Patrimônio Mundial; também foi incluído na Lista de Patrimônios Mundiais em Perigo no mesmo período devido à guerra.
Em dezembro de 2023, a África do Sul abriu um processo na Corte Internacional de Justiça alegando que Israel estava cometendo genocídio contra o povo palestino, citando a destruição do patrimônio cultural entre suas evidências. A destruição de sítios de patrimônio cultural foi caracterizada por alguns como genocídio cultural, e vinculada ao urbicídio na Faixa de Gaza. Israel negou as acusações, afirmando que sua campanha é restrita a alvos militares.
O Euro-Mediterranean Human Rights Monitor [en] organizou uma petição pedindo o boicote de instituições acadêmicas israelenses como parte da resposta à destruição das instituições educacionais de Gaza, do patrimônio cultural e do assassinato de estudantes e professores; a petição reuniu mais de 100 assinaturas de acadêmicos europeus. Separadamente, 1.600 acadêmicos na América do Norte assinaram uma carta aberta condenando o escolasticídio em Gaza e a destruição do patrimônio cultural. Os membros da American Historical Association votaram para condenar as ações de Israel em Gaza, o escolasticídio e a destruição de bibliotecas e arquivos. Funcionários do Museu Metropolitano de Arte em Nova York escreveram uma carta aberta ao diretor executivo do museu, incentivando-o a fazer uma declaração pública sobre a destruição do patrimônio de Gaza, consistente com a posição pública do museu em conflitos anteriores que ameaçaram a cultura. Um grupo de 500 editoras, colaborando sob o nome 'Publishers for Palestine', na Feira do Livro de Frankfurt (realizada em outubro de 2024), condenou o ataque a Gaza e se recusou a trabalhar com "editoras israelenses cúmplices". Em meados de 2025, quinhentos trabalhadores culturais romenos escreveram uma carta aberta ao governo romeno pedindo que se posicionassem contra o "genocídio, ecocídio e genocídio cultural".
O Fundo para a Exploração da Palestina [en] divulgou uma declaração condenando a destruição em Gaza, juntamente com o ataque do Hamas em 7 de outubro; também afirmou que não financiaria ou publicaria pesquisas envolvendo itens removidos ilegalmente da Palestina. O Instituto de Conservação [en] (Icon), a Associação de Estudos do Oriente Médio [en] e a  Iran Public Libraries Foundation condenaram a destruição do patrimônio da Palestina, enquanto a PEN America [en] observou que estava "gravemente alarmada e lamenta a perda dessas instituições culturais e tudo o que elas representam". Um grupo de especialistas da ONU comentou sobre a destruição do patrimônio cultural que "As fundações da sociedade palestina estão sendo reduzidas a escombros, e sua história está sendo apagada". Na visão de Mahmoud Hawari [en], ex-diretor do Museu Palestino, a destruição intencional do patrimônio cultural palestino "demonstra a intenção da liderança política e militar israelense de destruir o povo palestino e sua identidade cultural". O Conselho para as Relações Americano-Islâmicas caracterizou a destruição como deliberada e evidência de que "o governo de apartheid israelense busca eliminar a existência palestina em Gaza e na Cisjordânia".

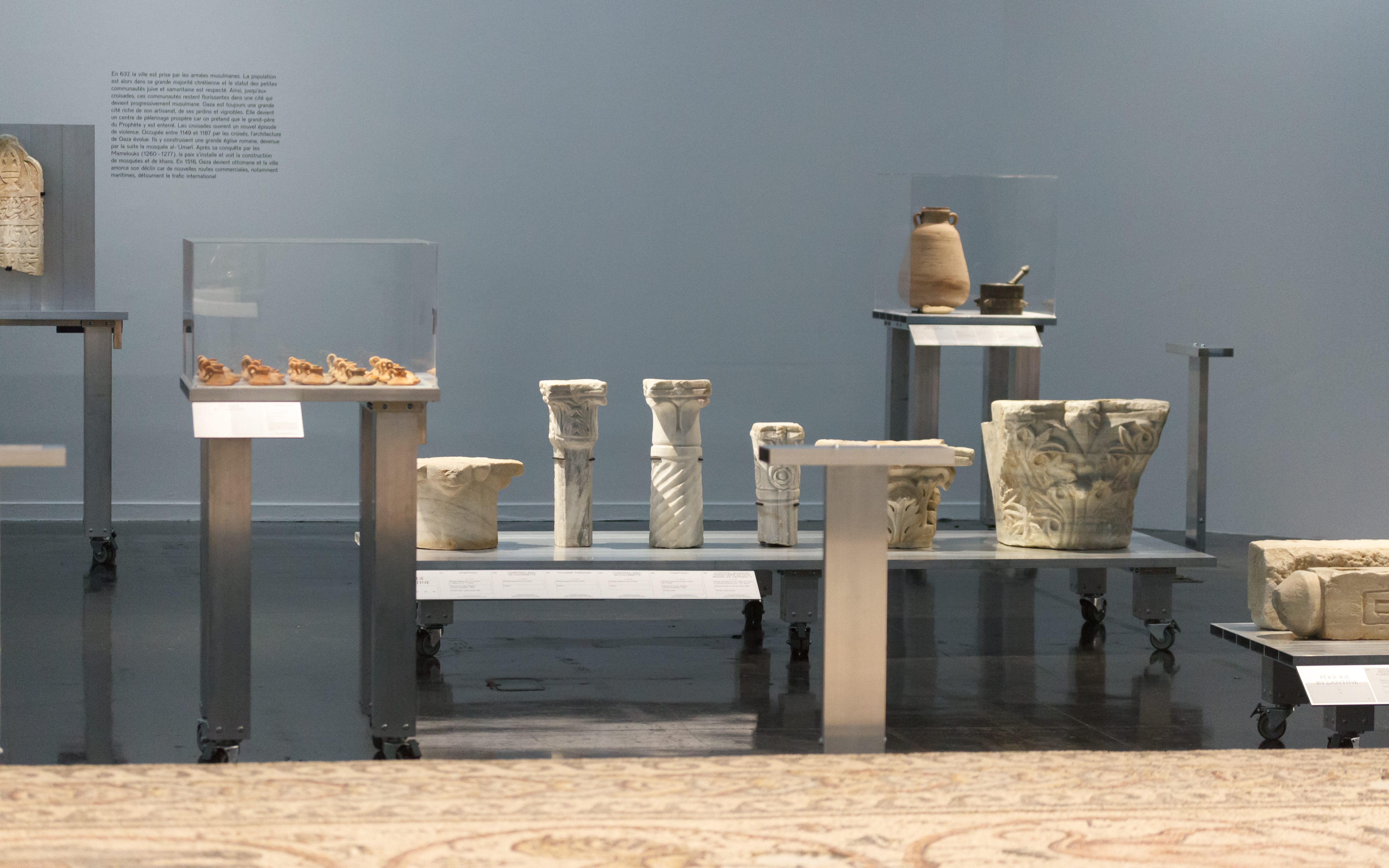
O Instituto do Mundo Árabe organizou uma exposição de artefatos de Gaza intitulada "Trésors sauvés de Gaza. 5000 ans d'histoire".

A destruição e a ameaça aos materiais físicos levaram a esforços aumentados para digitalizar obras. Apoando a preservação física e o registro, a Fundação Aliph iniciou um projeto de US$ 1 milhão em colaboração com o Centro Riwaq para Conservação Arquitetônica [en] na Cisjordânia para avaliar o impacto da guerra nos sítios históricos de Gaza e treinar pessoas para realizar o trabalho e documentar o patrimônio em risco. Até setembro de 2024, avaliações estavam em andamento na Grande Mesquita de Gaza, Palácio Al-Saqqa e um pátio histórico (Dar-Farah).
Durante o conflito, exposições de achados arqueológicos de Gaza ocorreram na Europa. Parte das exposições deriva de materiais escavados nos anos 1990 e enviados a Paris para exibição em 2000, mas que não puderam ser retornados devido à Segunda Intifada; os artefatos foram posteriormente transferidos para Genebra, onde permaneceram até 2024. De outubro de 2024 a fevereiro de 2025, o Museu de Arte e História em Genebra realizou uma exposição de 44 artefatos de Gaza; intitulada "Patrimônio em Perigo", ela comemorou o 70º aniversário da Convenção para a Proteção dos Bens Culturais em Caso de Conflito Armado. O Museu de Arte e História, em coordenação com o Instituto do Mundo Árabe, está exibindo 130 itens de Gaza de abril a novembro em uma exposição intitulada Trésors sauvés de Gaza. 5000 ans d'histoire (Tesouros salvados de Gaza: 5000 anos de História). O World Monuments Fund publica a cada dois anos uma lista de lugares históricos sob ameaça para aumentar a conscientização sobre sua situação. A malha urbana histórica de Gaza estava entre os 25 lugares incluídos na lista de 2025. O fundador da organização não governamental de direitos humanos Al-Haq [en] defendeu a reconstrução dos sítios culturais de Gaza como uma forma de rejeitar a sugestão proposta por Donald Trump para a tomada da Faixa de Gaza pelos EUA.